# John Gibson Lockhart
John Gibson Lockhart (12. června 1794, Cambusnethan, Skotsko – 25. listopadu 1854, Abbotsford, Skotsko) byl britský literární kritik, životopisec, spisovatel, překladatel a básník. Jeho nejznámějším dílem je The life of Sir Walter Scott - životopis Lockhartova tchána sira Waltera Scotta, skotského básníka, spisovatele a klíčové osobnosti světového romantismu.

## Život

### Dětství a mládí
John Gibson Lockhart se narodil na faře ve skotském Cambusnethan (dnes Wishaw, Lanarkshire) do rodiny presbyteriánského pastora Johna Lockharta a Elizabeth Lockhartové, rozené Gibsonové, jež byla dcerou pastora z Edinburghu. Bohužel o Dr. Johnu Lockhartovi toho není známo mnoho, Elizabeth Gibsonová byla obdařená krásou i intelektem a oboje po ní podědilo její první dítě, jímž byl právě John Gibson Lockhart. Celkem měli Lockhartovi jedenáct dětí, ale bohužel pět z nich zemřelo v raném dětství. John Gibson Lockhart neprožíval typické dětství, neměl mnoho možností hrát si s vrstevníky, protože po nemoci (pravděpodobně se jednalo o záškrt) v lednu roku 1803 ohluchl na jedno ucho a to ho společensky omezovalo po celý život. Učitelé na Lockharta vzpomínali jako na vynikajícího žáka a studenta, jehož předností nebyla ani tak dobrá paměť či pilná příprava, nýbrž pronikavý intelekt a literární i jazykový talent. Chlapecké zábavy Lockharta nezajímaly, nepral se, nehrál si na vojáky, volný čas trávil s knihami a péčí o mladší sourozence.
Již ve dvanácti letech vyměnil střední školu v Glasgowě za univerzitu v témže městě, zvítězil v několika soutěžích ve skládání veršů ve staré řečtině a vzápětí byl přijat na Oxford. V devatenáctém století byli velmi mladí vysokoškoláci častým jevem, ale i mezi nimi Lockhart působil jako dítě. Rychle se naučil mnohé evropské jazyky, takže později prohlašoval, že se domluví na celém „starém“ kontinentě, ovládal také mrtvé jazyky (řečtinu, latinu a hebrejštinu). Mezi jeho koníčky patřilo kreslení a malování, produkoval obrovské množství karikatur, dále se zajímal o genealogii a heraldiku, krátce se v mládí věnoval atletice.

### Setkání s W. Scottem
Rok 1817 byl pro Lockharta osudový - sice už byl promovaným advokátem, ale pochopil, že pro své mizerné řečnické schopnosti z něj dobrý právník nikdy nebude; tuto profesi však definitivně pověsil na hřebík až počátkem dvacátých let. Tehdy začal spolupracovat s nově vzniklým časopisem Blackwood’s Edinburgh Magazine, pro který stvořil zpola fiktivní postavičku O´Dontista inspirovanou tlustým zubařem a pod tímto pseudonymem publikoval verše, které měly velký ohlas. Šéfredaktor časopisu William Blackwood nabídl Lockhartovi studijní pobyt v Německu, na což Lockhart s nadšením kývnul. V Německu se seznámil například s Goethem, a Schlegelem - jeho přednášky o dějinách literatury přeložil do angličtiny. Po návratu do Skotska se vrátil nadšený a podělil se o své zážitky se svým kolegou z Blackwood’s Edinburgh Magazine Jamesem Hoggem, který byl nejen mizerným farmářem a pastýřem, ale také vynikajícím spisovatelem a blízkým přítelem Waltera Scotta. Scott sdílel Lockhartovo nadšení pro německou kulturu a proto se Hogg rozhodl, že ty dva seznámí. Seznámení dopadlo dobře, Scott s Lockhartem si okamžitě padli do oka a Scott pozval Lockharta na své letní sídlo Abbotsford. Když tam Lockhart přijel, Scott byl těžce nemocný a Lockhart mu posloužil jako morální opora a zároveň se začal ucházet o ruku Scottovy starší dcery Sophie. Protentokrát všechno dopadlo dobře, Scott se uzdravil a Lockhart, který se dříve žen spíše bál a stranil, se oženil se Sophií 29. dubna 1820. V té době byl již dobře známým redaktorem Blackwood’s Edinburgh Magazine a začal psát i romány, z nichž byl nejúspěšnější Adam Blair (1821), příběh o intelektuálně i sexuálně frustrovaném pastorovi. Věnoval se také překládání starých španělských balad.

### Rodina a novinářská kariéra
V únoru roku 1821 se Lockhartovým narodilo první dítě John Hugh Lockhart, které však trpělo rozštěpem páteře a zemřelo o necelých jedenáct let později. John Hugh už od raného dětství vykazoval prvky geniality, po otci měl výtvarné i literární nadání. John Hugh se zajímal o historii a přemluvil svého dědečka Waltera Scotta k napsání historie Skotska. Roku 1824 přišlo na svět další Lockhartovo dítě, dívka, ale ta brzy po narození zemřela. Obě děti se narodily v Chiefswoodu nedaleko od Melrose, což byl venkovský domek, který Lockharotvým koupil Scott, Lockhartovi vlastnili také dům na Northumberland Street v Edinburghu.
V září 1825 přijel do Chiefswoodu mladičký Benjamin Disraeli, který nabídl Lockhartovi pozici šéfredaktora novin The Representative, které se Disraeli chystal založit spolu s vydavatelem Johnem Murrayem. Lockhart Disraeliho návrh razantně odmítl, Disraeli nepůsobil důvěryhodně, choval se podezřele (pravděpodobně se do Lockharta zamiloval) a práce v novinách byla tehdy považovaná za podřadnou. Murray obratem nabídl Lockhartovi pozici šéfredaktora již zavedeného kritického čtvrtletníku The Quarterly Review. Lockhartovi se přestěhovali do Londýna a John Gibson setrval v čele časopisu až do roku 1853; mezitím z něj udělal přední literární časopis.
V Londýně se Lockhartovým narodily další dvě děti, Walter Scott Lockhart (1826) a Charlotte Harriet (1828). Třicátá léta byla pro Lockharta jedním z nejhorších období jeho života, ztratil syna Johna Hugha, potom po dlouhé nemoci zemřel i sir Walter Scott, jeho nejbližší přítel, čím skončilo také Lockhartovo kamarádství s Jamesem Hoggem, který podlehl cirhóze jater nedlouho poté (1835); mezitím zemřela Lockhartova švagrová Anne Scottová a jeho matka Elizabeth Gibsonová. V roce 1837 nakonec zemřela i Lockhartova manželka Sophia. Lockhart už se nikdy podruhé neoženil, přestože se o něj ucházely hned tři ženy: Angela Couttsová, kterou odmítl pro velký věkový rozdíl a odlišný sociální status (patřila mezi nejbohatší ženy Británie), dále Elizabeth Rigbyová, jejíž city nerozpoznal a ona se později provdala za Charlese Eastlakea a slečna Watkinsová, guvernantka Lockhartovy dcery. (Slečnu Watkinsonovou Lockhart kvůli jejímu zájmu propustil.) Místo těchto tří ctitelek požádal o ruku ženu ve středním věku: Laetitii Mildmayovou, která jej nejprve odmítla, poté souhlasila, ovšem krátce po zásnubách zemřela. Zároveň v roce 1837 začal vycházet jeho monumentální životopis sira Waltera Scotta, který se po celé devatenácté století těšil značné popularitě a dodnes je jednoznačně nejrozsáhlejším zdrojem faktů o životě velkého spisovatele. I ostatní Lockhartovy životopisy – Napoleona a Burnse – rovněž neupadly do zapomnění.
Smyslem Lockhartova života se ke stáru staly jeho děti, Walter Scott a Charlotte Harriet Jane, ovšem ony velkou radost otci nedělaly. Walter byl intelektuálně mnohem slabší nežli jeho otec či zesnulý bratr John Hugh, rád utrácel a trpěl alkoholismem, místo studia na univerzitě se přihlásil do armády a upil se k smrti v šestadvaceti letech (roku 1853) ve Versailles. O rok dříve Charlotte konvertovala se svým manželem Jamesem Robertem Hopem ke katolictví, čímž se odcizila svému otci, který se ve víře značně rozčaroval. Po Walterově smrti Charlotte zdědila zámek Abbotsford.

### Smrt
Lockhart se mezitím odjel léčit do Itálie, takřka nejedl, příliš kouřil a trpěl šedým zákalem. Vrátil se do Británie jako zármutkem zlomený člověk, odjel za svou dcerou na Abbotsford, kde zemřel náhle ve věku šedesáti let. Byl pochován v Dryburgh Abbey vedle Waltera Scotta.

## V populární kultuře
John Gibson Lockhart vystupuje jako literární hrdina v románě české spisovatelky Marie Michlové Smrt Múz (2012).